# Женская сборная Таджикистана по футболу
Женская сборная Таджикистана по футболу представляет Таджикистан в международных матчах по футболу. Управляющей организацией является Федерация футбола Таджикистана, член ФИФА, АФК и ФАЦА.
По состоянию на март 2024 года сборная занимает 154-е место в рейтинге ФИФА.

## История
Женская сборная Таджикистана была образована в 2017 году. Первый в своей истории матч команда провела в феврале этого же года против соперниц из Киргизии в рамках подготовки к отборочному турниру на Кубок Азии 2018. Все квалификационные матчи группы A, в которую при жеребьёвке попал Таджикистан, прошли в Душанбе: первую же встречу против соперниц из Ирака команда выиграла, однако затем уступила остальным сборным — Бахрейну, Филиппинам, Иордании, ОАЭ — и не смогла отобраться в финальный турнир.
В 2018 году сборная Таджикистана стала первой командой из Центральной Азии, принявшей участие в женском футбольном турнире Азиатских игр. Команда попала в одну группу с представительницами Гонконга, а также грандами женского азиатского футбола — северокореянками и китаянками. На этом турнире сборная Таджикистана потерпела два самых крупных поражений в своей истории, уступив Северной Корее и Китаю с одинковым счётом — 0:16.
Также в 2018 году футболистки Таджикистана впервые выступили в отборе Азиатской конфедерации к женскому турниру Олимпийских игр 2020 года. Матчи группы A первого квалификационного раунда прошли на Центральном стадионе в Гиссаре. Футболистки Таджикистана начали отборочный турнир с победы, в первом матче со счётом 4:1 обыграв представительниц Монголии. В своём втором матче команда разгромно уступила соперницам из Тайваня, пропустив 9 безответных мячей. Решающей с турнирной точки зрения стала игра против Филиппин: футболистки Таджикистана открыли счёт, однако, пропустив в дальнейнем 3 мяча, уступили филиппинкам и лишились возможности на выход из группы. Команда Таджикистана завершила свою отборочную кампанию на высокой ноте, одержав рекордную в своей истории победу — со счетом 6:0 был обыгран Сингапур. 
В конце ноября 2018 года в Узбекистане прошёл первый женский чемпионат ФАЦА. Наряду с Таджикистаном в нём приняли участие четыре центральноазиатские сборные: Афганистан, Иран, Кыргызстан и Узбекистан. На турнире, прошедшем по круговой системе, сборная Таджикистана одержала две победы в четырёх матчах и, заняв итоговое третье место, завоевала «бронзу» чемпионата.
В сентябре 2019 года сборная приняла участие в ежегодно проводящемся в Кыргызстане Кубке Надежды. На групповом этапе футболистки Таджикистана обыграли хозяек турнира и проиграли командам Узбекистана и Непал, а в матче за 3-е место уступили сборной Кыргызстана со счётом 0:2.

## Стадион
Большинство своих матчей сборная проводит на Центральном республиканском стадионе Душанбе. Время от времени также задействуется Центральный стадион Гиссара.

## Участие в международных турнирах

### Чемпионаты мира
| Финальный раунд чемпионатов мира | Финальный раунд чемпионатов мира | Финальный раунд чемпионатов мира | Финальный раунд чемпионатов мира | Финальный раунд чемпионатов мира | Финальный раунд чемпионатов мира | Финальный раунд чемпионатов мира | Финальный раунд чемпионатов мира | Финальный раунд чемпионатов мира | Финальный раунд чемпионатов мира |                                              | Отборочный турнир                            | Отборочный турнир                            | Отборочный турнир                            | Отборочный турнир                            | Отборочный турнир                            | Отборочный турнир                            | Отборочный турнир                            |                                              |
| Год                              | Результат                        | Место                            | И                                | В                                | Н                                | П                                | МЗ                               | МП                               | РМ                               | И                                            | В                                            | Н                                            | П                                            | МЗ                                           | МП                                           | РМ                                           |                                              |                                              |
| -------------------------------- | -------------------------------- | -------------------------------- | -------------------------------- | -------------------------------- | -------------------------------- | -------------------------------- | -------------------------------- | -------------------------------- | -------------------------------- | -------------------------------------------- | -------------------------------------------- | -------------------------------------------- | -------------------------------------------- | -------------------------------------------- | -------------------------------------------- | -------------------------------------------- | -------------------------------------------- | -------------------------------------------- |
| 1995                             | Не участвовала                   | Не участвовала                   | Не участвовала                   | Не участвовала                   | Не участвовала                   | Не участвовала                   | Не участвовала                   | Не участвовала                   | Не участвовала                   | Не участвовала                               | Не участвовала                               | Не участвовала                               | Не участвовала                               | Не участвовала                               | Не участвовала                               | Не участвовала                               |                                              |                                              |
| 1999                             | Не участвовала                   | Не участвовала                   | Не участвовала                   | Не участвовала                   | Не участвовала                   | Не участвовала                   | Не участвовала                   | Не участвовала                   | Не участвовала                   | Не участвовала                               | Не участвовала                               | Не участвовала                               | Не участвовала                               | Не участвовала                               | Не участвовала                               | Не участвовала                               |                                              |                                              |
| 2003                             | Не участвовала                   | Не участвовала                   | Не участвовала                   | Не участвовала                   | Не участвовала                   | Не участвовала                   | Не участвовала                   | Не участвовала                   | Не участвовала                   | Не участвовала                               | Не участвовала                               | Не участвовала                               | Не участвовала                               | Не участвовала                               | Не участвовала                               | Не участвовала                               |                                              |                                              |
| 2007                             | Не участвовала                   | Не участвовала                   | Не участвовала                   | Не участвовала                   | Не участвовала                   | Не участвовала                   | Не участвовала                   | Не участвовала                   | Не участвовала                   | Не участвовала                               | Не участвовала                               | Не участвовала                               | Не участвовала                               | Не участвовала                               | Не участвовала                               | Не участвовала                               |                                              |                                              |
| 2011                             | Не участвовала                   | Не участвовала                   | Не участвовала                   | Не участвовала                   | Не участвовала                   | Не участвовала                   | Не участвовала                   | Не участвовала                   | Не участвовала                   | Не участвовала                               | Не участвовала                               | Не участвовала                               | Не участвовала                               | Не участвовала                               | Не участвовала                               | Не участвовала                               |                                              |                                              |
| 2015                             | Не участвовала                   | Не участвовала                   | Не участвовала                   | Не участвовала                   | Не участвовала                   | Не участвовала                   | Не участвовала                   | Не участвовала                   | Не участвовала                   | Не участвовала                               | Не участвовала                               | Не участвовала                               | Не участвовала                               | Не участвовала                               | Не участвовала                               | Не участвовала                               |                                              |                                              |
| 2019                             | Не квалифицировалась             | Не квалифицировалась             | Не квалифицировалась             | Не квалифицировалась             | Не квалифицировалась             | Не квалифицировалась             | Не квалифицировалась             | Не квалифицировалась             | Не квалифицировалась             | Отборочным турниром являлся Кубок Азии 2018  | Отборочным турниром являлся Кубок Азии 2018  | Отборочным турниром являлся Кубок Азии 2018  | Отборочным турниром являлся Кубок Азии 2018  | Отборочным турниром являлся Кубок Азии 2018  | Отборочным турниром являлся Кубок Азии 2018  | Отборочным турниром являлся Кубок Азии 2018  | Отборочным турниром являлся Кубок Азии 2018  | Отборочным турниром являлся Кубок Азии 2018  |
| 2023                             | Не квалифицировалась             | Не квалифицировалась             | Не квалифицировалась             | Не квалифицировалась             | Не квалифицировалась             | Не квалифицировалась             | Не квалифицировалась             | Не квалифицировалась             | Не квалифицировалась             | Отборочным турниром являлся Кубок Азии 2022  | Отборочным турниром являлся Кубок Азии 2022  | Отборочным турниром являлся Кубок Азии 2022  | Отборочным турниром являлся Кубок Азии 2022  | Отборочным турниром являлся Кубок Азии 2022  | Отборочным турниром являлся Кубок Азии 2022  | Отборочным турниром являлся Кубок Азии 2022  | Отборочным турниром являлся Кубок Азии 2022  | Отборочным турниром являлся Кубок Азии 2022  |
| 2027                             | Ожидается                        | Ожидается                        | Ожидается                        | Ожидается                        | Ожидается                        | Ожидается                        | Ожидается                        | Ожидается                        | Ожидается                        | Отборочным турниром является Кубок Азии 2026 | Отборочным турниром является Кубок Азии 2026 | Отборочным турниром является Кубок Азии 2026 | Отборочным турниром является Кубок Азии 2026 | Отборочным турниром является Кубок Азии 2026 | Отборочным турниром является Кубок Азии 2026 | Отборочным турниром является Кубок Азии 2026 | Отборочным турниром является Кубок Азии 2026 | Отборочным турниром является Кубок Азии 2026 |
| Всего                            | 0/2                              | –                                | –                                | –                                | –                                | –                                | –                                | –                                | –                                | –                                            | –                                            | –                                            | –                                            | –                                            | –                                            | –                                            |                                              |                                              |

### Олимпийские игры
| Финальный раунд футбольных турниров Олимпийских игр | Финальный раунд футбольных турниров Олимпийских игр | Финальный раунд футбольных турниров Олимпийских игр | Финальный раунд футбольных турниров Олимпийских игр | Финальный раунд футбольных турниров Олимпийских игр | Финальный раунд футбольных турниров Олимпийских игр | Финальный раунд футбольных турниров Олимпийских игр | Финальный раунд футбольных турниров Олимпийских игр | Финальный раунд футбольных турниров Олимпийских игр | Финальный раунд футбольных турниров Олимпийских игр |                | Отборочный турнир | Отборочный турнир | Отборочный турнир | Отборочный турнир | Отборочный турнир | Отборочный турнир | Отборочный турнир |
| Год                                                 | Результат                                           | Место                                               | И                                                   | В                                                   | Н                                                   | П                                                   | МЗ                                                  | МП                                                  | РМ                                                  | И              | В                 | Н                 | П                 | МЗ                | МП                | РМ                |                   |
| --------------------------------------------------- | --------------------------------------------------- | --------------------------------------------------- | --------------------------------------------------- | --------------------------------------------------- | --------------------------------------------------- | --------------------------------------------------- | --------------------------------------------------- | --------------------------------------------------- | --------------------------------------------------- | -------------- | ----------------- | ----------------- | ----------------- | ----------------- | ----------------- | ----------------- | ----------------- |
| 1996                                                | Не участвовала                                      | Не участвовала                                      | Не участвовала                                      | Не участвовала                                      | Не участвовала                                      | Не участвовала                                      | Не участвовала                                      | Не участвовала                                      | Не участвовала                                      | Не участвовала | Не участвовала    | Не участвовала    | Не участвовала    | Не участвовала    | Не участвовала    | Не участвовала    |                   |
| 2000                                                | Не участвовала                                      | Не участвовала                                      | Не участвовала                                      | Не участвовала                                      | Не участвовала                                      | Не участвовала                                      | Не участвовала                                      | Не участвовала                                      | Не участвовала                                      | Не участвовала | Не участвовала    | Не участвовала    | Не участвовала    | Не участвовала    | Не участвовала    | Не участвовала    |                   |
| 2004                                                | Не участвовала                                      | Не участвовала                                      | Не участвовала                                      | Не участвовала                                      | Не участвовала                                      | Не участвовала                                      | Не участвовала                                      | Не участвовала                                      | Не участвовала                                      | Не участвовала | Не участвовала    | Не участвовала    | Не участвовала    | Не участвовала    | Не участвовала    | Не участвовала    |                   |
| 2008                                                | Не участвовала                                      | Не участвовала                                      | Не участвовала                                      | Не участвовала                                      | Не участвовала                                      | Не участвовала                                      | Не участвовала                                      | Не участвовала                                      | Не участвовала                                      | Не участвовала | Не участвовала    | Не участвовала    | Не участвовала    | Не участвовала    | Не участвовала    | Не участвовала    |                   |
| 2012                                                | Не участвовала                                      | Не участвовала                                      | Не участвовала                                      | Не участвовала                                      | Не участвовала                                      | Не участвовала                                      | Не участвовала                                      | Не участвовала                                      | Не участвовала                                      | Не участвовала | Не участвовала    | Не участвовала    | Не участвовала    | Не участвовала    | Не участвовала    | Не участвовала    |                   |
| 2016                                                | Не участвовала                                      | Не участвовала                                      | Не участвовала                                      | Не участвовала                                      | Не участвовала                                      | Не участвовала                                      | Не участвовала                                      | Не участвовала                                      | Не участвовала                                      | Не участвовала | Не участвовала    | Не участвовала    | Не участвовала    | Не участвовала    | Не участвовала    | Не участвовала    |                   |
| 2020                                                | Не квалифицировалась                                | Не квалифицировалась                                | Не квалифицировалась                                | Не квалифицировалась                                | Не квалифицировалась                                | Не квалифицировалась                                | Не квалифицировалась                                | Не квалифицировалась                                | Не квалифицировалась                                | 4              | 2                 | 0                 | 2                 | 11                | 13                | −2                |                   |
| 2024                                                | Не квалифицировалась                                | Не квалифицировалась                                | Не квалифицировалась                                | Не квалифицировалась                                | Не квалифицировалась                                | Не квалифицировалась                                | Не квалифицировалась                                | Не квалифицировалась                                | Не квалифицировалась                                | 3              | 0                 | 0                 | 3                 | 0                 | 12                | −12               |                   |
| 2028                                                | Ожидается                                           | Ожидается                                           | Ожидается                                           | Ожидается                                           | Ожидается                                           | Ожидается                                           | Ожидается                                           | Ожидается                                           | Ожидается                                           | Ожидается      | Ожидается         | Ожидается         | Ожидается         | Ожидается         | Ожидается         | Ожидается         |                   |
| Всего                                               | 0/2                                                 | –                                                   | –                                                   | –                                                   | –                                                   | –                                                   | –                                                   | –                                                   | –                                                   | 7              | 2                 | 0                 | 5                 | 11                | 25                | −14               |                   |

### Кубки Азии
| Финальный раунд Кубков Азии | Финальный раунд Кубков Азии | Финальный раунд Кубков Азии | Финальный раунд Кубков Азии | Финальный раунд Кубков Азии | Финальный раунд Кубков Азии | Финальный раунд Кубков Азии | Финальный раунд Кубков Азии | Финальный раунд Кубков Азии | Финальный раунд Кубков Азии |                | Отборочный турнир | Отборочный турнир | Отборочный турнир | Отборочный турнир | Отборочный турнир | Отборочный турнир | Отборочный турнир |
| Год                         | Результат                   | Место                       | И                           | В                           | Н                           | П                           | МЗ                          | МП                          | РМ                          | И              | В                 | Н                 | П                 | МЗ                | МП                | РМ                |                   |
| --------------------------- | --------------------------- | --------------------------- | --------------------------- | --------------------------- | --------------------------- | --------------------------- | --------------------------- | --------------------------- | --------------------------- | -------------- | ----------------- | ----------------- | ----------------- | ----------------- | ----------------- | ----------------- | ----------------- |
| 1993                        | Не участвовала              | Не участвовала              | Не участвовала              | Не участвовала              | Не участвовала              | Не участвовала              | Не участвовала              | Не участвовала              | Не участвовала              | Не участвовала | Не участвовала    | Не участвовала    | Не участвовала    | Не участвовала    | Не участвовала    | Не участвовала    |                   |
| 1995                        | Не участвовала              | Не участвовала              | Не участвовала              | Не участвовала              | Не участвовала              | Не участвовала              | Не участвовала              | Не участвовала              | Не участвовала              | Не участвовала | Не участвовала    | Не участвовала    | Не участвовала    | Не участвовала    | Не участвовала    | Не участвовала    |                   |
| 1997                        | Не участвовала              | Не участвовала              | Не участвовала              | Не участвовала              | Не участвовала              | Не участвовала              | Не участвовала              | Не участвовала              | Не участвовала              | Не участвовала | Не участвовала    | Не участвовала    | Не участвовала    | Не участвовала    | Не участвовала    | Не участвовала    |                   |
| 1999                        | Не участвовала              | Не участвовала              | Не участвовала              | Не участвовала              | Не участвовала              | Не участвовала              | Не участвовала              | Не участвовала              | Не участвовала              | Не участвовала | Не участвовала    | Не участвовала    | Не участвовала    | Не участвовала    | Не участвовала    | Не участвовала    |                   |
| 2001                        | Не участвовала              | Не участвовала              | Не участвовала              | Не участвовала              | Не участвовала              | Не участвовала              | Не участвовала              | Не участвовала              | Не участвовала              | Не участвовала | Не участвовала    | Не участвовала    | Не участвовала    | Не участвовала    | Не участвовала    | Не участвовала    |                   |
| 2003                        | Не участвовала              | Не участвовала              | Не участвовала              | Не участвовала              | Не участвовала              | Не участвовала              | Не участвовала              | Не участвовала              | Не участвовала              | Не участвовала | Не участвовала    | Не участвовала    | Не участвовала    | Не участвовала    | Не участвовала    | Не участвовала    |                   |
| 2006                        | Не участвовала              | Не участвовала              | Не участвовала              | Не участвовала              | Не участвовала              | Не участвовала              | Не участвовала              | Не участвовала              | Не участвовала              | Не участвовала | Не участвовала    | Не участвовала    | Не участвовала    | Не участвовала    | Не участвовала    | Не участвовала    |                   |
| 2008                        | Не участвовала              | Не участвовала              | Не участвовала              | Не участвовала              | Не участвовала              | Не участвовала              | Не участвовала              | Не участвовала              | Не участвовала              | Не участвовала | Не участвовала    | Не участвовала    | Не участвовала    | Не участвовала    | Не участвовала    | Не участвовала    |                   |
| 2010                        | Не участвовала              | Не участвовала              | Не участвовала              | Не участвовала              | Не участвовала              | Не участвовала              | Не участвовала              | Не участвовала              | Не участвовала              | Не участвовала | Не участвовала    | Не участвовала    | Не участвовала    | Не участвовала    | Не участвовала    | Не участвовала    |                   |
| 2014                        | Не участвовала              | Не участвовала              | Не участвовала              | Не участвовала              | Не участвовала              | Не участвовала              | Не участвовала              | Не участвовала              | Не участвовала              | Не участвовала | Не участвовала    | Не участвовала    | Не участвовала    | Не участвовала    | Не участвовала    | Не участвовала    |                   |
| 2018                        | Не квалифицировалась        | Не квалифицировалась        | Не квалифицировалась        | Не квалифицировалась        | Не квалифицировалась        | Не квалифицировалась        | Не квалифицировалась        | Не квалифицировалась        | Не квалифицировалась        | 5              | 1                 | 0                 | 4                 | 3                 | 23                | −20               |                   |
| 2022                        | Не квалифицировалась        | Не квалифицировалась        | Не квалифицировалась        | Не квалифицировалась        | Не квалифицировалась        | Не квалифицировалась        | Не квалифицировалась        | Не квалифицировалась        | Не квалифицировалась        | 2              | 1                 | 0                 | 1                 | 4                 | 7                 | −3                |                   |
| 2026                        | Ожидается                   | Ожидается                   | Ожидается                   | Ожидается                   | Ожидается                   | Ожидается                   | Ожидается                   | Ожидается                   | Ожидается                   | Ожидается      | Ожидается         | Ожидается         | Ожидается         | Ожидается         | Ожидается         | Ожидается         |                   |
| Всего                       | 0/2                         | –                           | –                           | –                           | –                           | –                           | –                           | –                           | –                           | 7              | 2                 | 0                 | 5                 | 7                 | 30                | −23               |                   |

### Азиатские игры
| Футбольный турнир Азиатских игр | Футбольный турнир Азиатских игр | Футбольный турнир Азиатских игр | Футбольный турнир Азиатских игр | Футбольный турнир Азиатских игр | Футбольный турнир Азиатских игр | Футбольный турнир Азиатских игр | Футбольный турнир Азиатских игр | Футбольный турнир Азиатских игр | Футбольный турнир Азиатских игр |
| Год                             | Результат                       | Место                           | И                               | В                               | Н                               | П                               | МЗ                              | МП                              | РМ                              |
| ------------------------------- | ------------------------------- | ------------------------------- | ------------------------------- | ------------------------------- | ------------------------------- | ------------------------------- | ------------------------------- | ------------------------------- | ------------------------------- |
| 1994                            | Не участвовала                  | Не участвовала                  | Не участвовала                  | Не участвовала                  | Не участвовала                  | Не участвовала                  | Не участвовала                  | Не участвовала                  | Не участвовала                  |
| 1998                            | Не участвовала                  | Не участвовала                  | Не участвовала                  | Не участвовала                  | Не участвовала                  | Не участвовала                  | Не участвовала                  | Не участвовала                  | Не участвовала                  |
| 2002                            | Не участвовала                  | Не участвовала                  | Не участвовала                  | Не участвовала                  | Не участвовала                  | Не участвовала                  | Не участвовала                  | Не участвовала                  | Не участвовала                  |
| 2006                            | Не участвовала                  | Не участвовала                  | Не участвовала                  | Не участвовала                  | Не участвовала                  | Не участвовала                  | Не участвовала                  | Не участвовала                  | Не участвовала                  |
| 2010                            | Не участвовала                  | Не участвовала                  | Не участвовала                  | Не участвовала                  | Не участвовала                  | Не участвовала                  | Не участвовала                  | Не участвовала                  | Не участвовала                  |
| 2014                            | Не участвовала                  | Не участвовала                  | Не участвовала                  | Не участвовала                  | Не участвовала                  | Не участвовала                  | Не участвовала                  | Не участвовала                  | Не участвовала                  |
| 2018                            | Групповой этап                  | 11                              | 3                               | 0                               | 0                               | 3                               | 1                               | 38                              | −37                             |
| 2022                            | Не участвовала                  | Не участвовала                  | Не участвовала                  | Не участвовала                  | Не участвовала                  | Не участвовала                  | Не участвовала                  | Не участвовала                  | Не участвовала                  |
| 2026                            | Ожидается                       | Ожидается                       | Ожидается                       | Ожидается                       | Ожидается                       | Ожидается                       | Ожидается                       | Ожидается                       | Ожидается                       |
| 2030                            | Ожидается                       | Ожидается                       | Ожидается                       | Ожидается                       | Ожидается                       | Ожидается                       | Ожидается                       | Ожидается                       | Ожидается                       |
| 2034                            | Ожидается                       | Ожидается                       | Ожидается                       | Ожидается                       | Ожидается                       | Ожидается                       | Ожидается                       | Ожидается                       | Ожидается                       |
| Всего                           | Групповой этап                  | 11                              | 3                               | 0                               | 0                               | 3                               | 1                               | 37                              | −36                             |

### Чемпионаты ФАЦА
| Чемпионат ФАЦА | Чемпионат ФАЦА | Чемпионат ФАЦА | Чемпионат ФАЦА | Чемпионат ФАЦА | Чемпионат ФАЦА | Чемпионат ФАЦА | Чемпионат ФАЦА | Чемпионат ФАЦА | Чемпионат ФАЦА |
| Год            | Результат      | Место          | И              | В              | Н              | П              | МЗ             | МП             | РМ             |
| -------------- | -------------- | -------------- | -------------- | -------------- | -------------- | -------------- | -------------- | -------------- | -------------- |
| 2018           | 3              | 3              | 4              | 2              | 0              | 2              | 7              | 15             | −8             |
| 2022           | 5-е место      | 5              | 4              | 0              | 1              | 3              | 1              | 13             | −12            |
| Всего          | 3              | 3              | 8              | 2              | 1              | 5              | 8              | 28             | −20            |